# ガチで勝とうゼッ!
「ガチで勝とうゼッ!」（ガチでかとうゼッ）は、2013年6月19日にFRAMEより発売されたT-Pistonz+KMCの16枚目のシングル。

## 概要
初回生産限定盤、通常盤の2種がリリース。品番は初回生産限定盤がAVCD-55034/B、通常盤がAVCD-55035。初回生産限定盤には、表題曲のミュージックビデオ、振付レクチャービデオ、2012年12月24日に行われた「T-Pistonz+KMC LIVE TPKing Vol.3〜一年ぶりのクリスマス〜」のライブ映像2曲が収録されているDVDが同梱。
表題曲は、テレビ東京系アニメ『イナズマイレブンGO ギャラクシー』のオープニングテーマ（1話〜17話）である。

## 収録曲
- 全曲、編曲:菊谷知樹
- CDは初回生産限定盤、通常盤共通。

1. ガチで勝とうゼッ!
作詞・作曲:TPK、ブラスアレンジ:竹上良成
2. 空は知ってる
作詞・作曲:山崎徹&KMC
3. ガチで勝とうゼッ!（オリジナル・カラオケ）
4. 空は知ってる（オリジナル・カラオケ）

### DVD（初回生産限定盤のみ）
1. ガチで勝とうゼッ!（ミュージックビデオ）
2. ガチで勝とうゼッ!（振付レクチャービデオ）
3. 天までとどけっ!（2012.12.24@横浜BLITZ）
4. 勝って泣こうゼッ!（2012.12.24@横浜BLITZ）